# Ludvig Gade
Ludvig Harald Gade, född den 16 april 1823 i Köpenhamn, död där den 7 april 1897, var en dansk balettdansör.
Gade debuterade 1844 på kungliga teatern i Köpenhamn, var sedan en av balettens yppersta konstnärer, särskilt i karaktärsroller, genom sin kraft och mimik (Kong Svend i Valdemar, Herr Mogens i Et Folkesagn, Svend i Fjeldstuen, Bjørn i Valkyrien) och 1877–1890 balettens ledare.

## Utmärkelser
- Riddare av Dannebrogorden,  1886[2]

[Redigera Wikidata]